# Bernat Ortín Benedito
Bernat Ortín Benedito (Valencia, 1893 – Valencia, 1940) fue un escritor español y activista lingüístico valenciano.
Maestro de profesión fue autor de una Gramática Valenciana (Nocions Elementals). Per a les Escoles de Primeres Lletres orientada a la escuela como parte de su labor de introducción del valenciano en la enseñanza. Fue secretario general de Nostra Parla. Colaboró en El Vers Valencià, y en los años 1923 y 1934 obtuvo el premio en los Jocs Florals de Lo Rat Penat. Escribió también algunas obras teatrales de carácter popular. Fue uno de los signatarios de las Normas de Castellón de 1932.